# Bernardo Gil
Bernardo Gil (Real Sitio de San Ildefonso, 1772 - 1832) fou un cantant i actor castellà. Era pare del cèlebre literat Antonio Gil de Zárate, que treballà en el teatre del Príncipe de Madrid com a galà, destacant tant en el cant com en la declamació; en el teatre introduí les operetes franceses i els oratoris sacres, contribuint amb això no poc a fomentar l'afició a la música.